# NGC 151
NGC 151 es una galaxia espiral barrada de tamaño medio localizada en la constelación de Sculptor. Tiene doble entrada en el "Nuevo Catálogo general" (NGC), tanto NGC 151 como NGC 153 se refieren a este objeto.
La galaxia fue descubierta por el astrónomo inglés William Herschel el 28 de noviembre de 1785. En 1886, Lewis Swift observó la misma galaxia y la catalogó como NGC 153 y luego se identificó como NGC 151.
La galaxia, vista casi de frente, tiene varios brazos espirales brillantes, azules y polvorientos llenos de formación estelar activa. Una característica notable de la galaxia es una gran brecha entre los brazos espirales.